# Taisho-sanke
Pour les articles homonymes, voir Taishō.

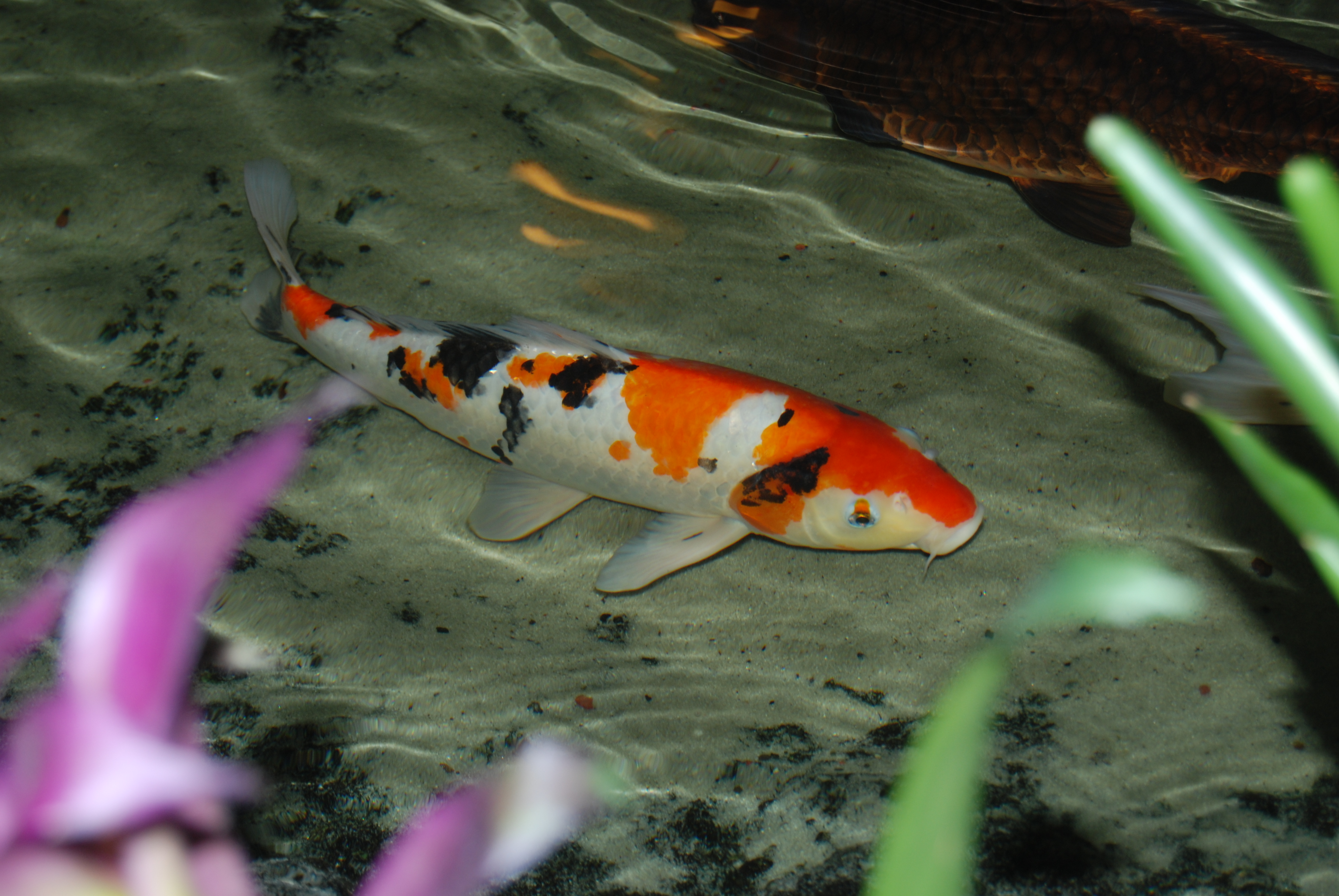
Taisho-sanke

Le taisho-sanke (大正三色) est une variété tricolore de la carpe koï, un grand poisson d'ornement japonais pour bassins d'extérieur. Cette variété blanche, noire et rouge est l'une des plus répandues et appréciées dans le monde. Le terme sanke signifie « tricolore ». Écrit en idéogrammes japonais, le mot sanke peut également se lire sanshoku.

## L'histoire dutaisho-sanke
Ces carpes sont apparues entre 1868 et 1912 au Japon à la suite de croisements effectués entre un kohaku et un shiro bekko. Dans la ville d'Ojiya (préfecture de Niigata), Heitaro Sato vendit des alevins de kohaku à Eizabura Hoshino qui les croisa avec un shiro bekko. Au fil des années, les marques ont fortement évolué. Les premiers sanke étaient fortement striés. Mais actuellement les marques sont parfaitement réparties.

## Les motifs
Le taisho sanke est un koï tricolore. La base de sa couleur est blanche. Cette base est ponctuée de marques hi (rouge) et de marques sumi (noir). La profondeur des couleurs a beaucoup d'importance. Le blanc doit avoir la couleur de la neige, le hi doit être profond et uniforme tout comme le sumi. La proportion de hi (rouge) doit être la même que pour les kohaku. Comme le sumi se superpose au reste, les marques doivent être clairement définies afin de bien ressortir.
Il existe des multitudes de motifs taisho-sanke différents. La tête doit être dépourvue de marques sumi. Le hi ne doit pas descendre sous les yeux et être en forme de U. La lèvre rouge kuchibeni est acceptée. Pour le reste du corps, les marques hi et sumi doivent donner un motif harmonieux. Les marques sumi doivent limitées pour ne pas donner une apparence négligée au koï et ne doivent pas descendre sous la ligne latérale du poisson. Les marques sumi et hi doivent se terminer avant l'articulation de la queue. La présence de sumi dans les nageoires sous forme de stries est la bienvenue, elle est gage de stabilité du sumi sur le corps.
- Maruten sanke : koï arborant une marque rouge distincte sur la tête suivie de plusieurs autres marques tout au long du corps.
- Aka sanke : koï présentant une marque hi unique s'étendant sur tout le corps.
- Koromo sanke : les marques Hi sont recouvertes d'un motif réticulé de type koromo.
- Kanoko sanke : sanke où les marques hi sont plus souvent tachetées qu'unies.
- Tancho sanke : une seule marque de hi en forme de tancho sur la tête et du sumi en forme de bekko sur le reste du corps.